# Santo Tomás Chautla
Santo Tomás Chautla är en ort i Mexiko.   Den ligger i kommunen Puebla och delstaten Puebla, i den sydöstra delen av landet, 110 km sydost om huvudstaden Mexico City. Santo Tomás Chautla ligger 2 155 meter över havet och antalet invånare är 5 174.
Terrängen runt Santo Tomás Chautla är platt åt sydväst, men åt nordost är den kuperad. Runt Santo Tomás Chautla är det mycket tätbefolkat, med 2 614 invånare per kvadratkilometer. Närmaste större samhälle är Puebla de Zaragoza, 9,6 km nordväst om Santo Tomás Chautla. Trakten runt Santo Tomás Chautla består till största delen av jordbruksmark.